# Diecezja Norwich (Wielka Brytania)
Diecezja Norwich (ang. Diocese of Norwich) – diecezja Kościoła Anglii w metropolii Canterbury, obejmująca większość obszaru hrabstwa Norfolk, a także małą część hrabstwa Suffolk. Istnieje od początku funkcjonowania Kościoła Anglii, czyli od XVI wieku. Wcześniej, od roku 1094, Norwich było siedzibą biskupów katolickich. Od 1976 miasto jest stolicą biskupią w obu Kościołach równocześnie, przy czym administratura katolicka nosi nazwę diecezji wschodnioangielskiej.

## Biskupi
stan na 19 stycznia 2018
- biskup diecezjalny: Graham James (z tytułem biskupa Norwich)
- biskupi pomocniczy:
  - Alan Winton (z tytułem biskupa Thetford)
  - Jonathan Meyrick (z tytułem biskupa Lynn)